# Яндиев, Абукар Алиханович
Абубакр Алиханович  Янди́ев  (30 июня 1987, Алдан, Якутия, СССР) — российский боец смешанных единоборств, чемпион Франции по дзюдо, чемпион Кубка Европы, мастер спорта по дзюдо. По национальности ингуш. Владел титулом чемпиона М-1 в легком весе, позже освободил титул.  

## Биография
Абукар Яндиев — российский боец ММА, является чемпионом M-1 Challenge в легком весе. Является победителем Кубка мира по дзюдо и мастером спорта по дзюдо.
Яндиев начал карьеру в профессиональном ММА в 2014-м году с победы сабмишеном над Павлом Масальским.
Единственное поражение он потерпел от Чарльза Андраде и реваншировал спустя три месяца, отправив бразильца в нокаут всего за 17 секунд.
12 марта 2016 году в бою за титул чемпиона мира OFC, техническим нокаутом победил Вадима Куцема.
16 июня на M-1 Сhallenge 68 победил болевым приёмом(ключ на руку) бывшего бойца UFC Энтони Христодолу.
18 февраля 2017 году встретился с действующим на тот момент чемпионом M-1 в легком весе Александром Бутенко, с первых же секунд Яндиев пошёл в атаку, обрушил на соперника град ударов, и ввиду явного преимущества рефери остановил бой, и Абукар Яндиев стал новым чемпионом M-1.
После завоевания чемпионского титула, покинул организацию M-1 Global и освободил титул.

## Титулы и достижения
- OFC
  - Чемпион OFC в среднем весе (один раз).
- M-1 Global
  - Чемпион М-1 в легком весе (один раз)
- Дзюдо
  - Чемпион Франции;
  - Чемпион Кубка Европы;
  - Чемпион Кубка мира.

.

## Статистика боёв
| Боёв 10  | Побед 9 | Поражений 1 |
| -------- | ------- | ----------- |
| Нокаутом | 4       | 0           |
| Сдачей   | 5       | 1           |
| Решением | 0       | 0           |

| Результат | Рекорд | Соперник          | Способ                     | Турнир                                        | Дата                 | Раунд | Время | Место                   | Примечание                                 |
| --------- | ------ | ----------------- | -------------------------- | --------------------------------------------- | -------------------- | ----- | ----- | ----------------------- | ------------------------------------------ |
| Победа    | 9-1    | Александр Бутенко | Технический нокаут (удары) | M-1 Challenge 74 Yusupov vs. Puetz            | 18 февраля 2017 года | 1     | 1:07  | Санкт-Петербург, Россия | Завоевал титул чемпиона M-1 в легком весе  |
| Победа    | 8-1    | Энтони Кристодулу | Сдача (ключ на руку)       | M-1 Challenge 68 — Shlemenko vs. Vasilevsky 2 | 16 июня 2016 года    | 1     | 1:23  | Санкт-Петербург, Россия | Перешёл в легкий вес                       |
| Победа    | 7-1    | Вадим Куцый       | Технический нокаут (удары) | OFS — Octagon Fighting Sensation 7            | 12 марта 2016 года   | 1     | 0:54  | Москва, Россия          | Завоевал титул чемпиона OFS в среднем весе |
| Победа    | 6-1    | Чарльз Андраде    | Технический нокаут (удары) | OFS — Octagon Fighting Sensation 5            | 3 октября 2015 года  | 1     | 0:17  | Ярославль, Россия       |                                            |
| Поражение | 5-1    | Чарльз Андраде    | Сдача (скручивание пятки)  | M-1 Challenge 58 — Battle in the Mountains 4  | 6 июня 2015 года     | 1     | 0:34  | Таргим, Россия          |                                            |
| Победа    | 5-0    | Сергей Бородавка  | Технический нокаут (удары) | OFS — Octagon Fighting Sensation 4            | 16 мая 2015 года     | 1     | 0:32  | Ярославль, Россия       |                                            |
| Победа    | 4-0    | Геворг Чарчян     | Сдача (удушение сзади)     | M-1 Global — M-1 Challenge 56                 | 10 апреля 2015 года  | 1     | 2:10  | Москва, Россия          |                                            |
| Победа    | 3-0    | Михаил Марков     | Сдача (рычаг локтя)        | OFS — Octagon Fighting Sensation 3            | 28 февраля 2015 года | 1     | 0:09  | Ярославль, Россия       |                                            |
| Победа    | 2-0    | Павел Зимко       | Сдача (рычаг локтя)        | OC — Oplot Challenge 108                      | 21 февраля 2015 года | 1     | 0:17  | Москва, Россия          |                                            |
| Победа    | 1-0    | Павел Масальский  | Сдача (удушение сзади)     | NS — New Stream                               | 31 октября 2014 года | 1     | 2:40  | Москва, Россия          |                                            |

## Примечание
- Абукар Яндиев если выступать то только UFC

1. ↑  Бой за титул чемпиона OFC в среднем весе. Дата обращения: 18 декабря 2017. Архивировано 4 декабря 2017 года.
2. ↑  Абукар Яндиев выиграл чемпионский пояс M-1. Дата обращения: 5 декабря 2017. Архивировано 6 декабря 2017 года.

## Ссылка
- Профиль Абукарв Яндиевв  (рус.) на официальном сайте чемпионата M-1 Global.com
- Абукар Яндиев. FightTime. Дата обращения: 14 ноября 2022.
- Абукар Яндиев. MMA Octagon. Дата обращения: 14 ноября 2022.